# Characodoma microrhyncha
Characodoma microrhyncha är en mossdjursart som beskrevs av Ernst Marcus 1922. Characodoma microrhyncha ingår i släktet Characodoma och familjen Cleidochasmatidae. Inga underarter finns listade i Catalogue of Life.